# Futari wa Pretty Cure
Futari wa Pretty Cure (яп. ふたりはプリキュア Футари ва пурикюа, «Хорошенькое лекарство») — первый сезон многосерийной серии Pretty Cure, созданной студией Toei Animation. Целевой аудиторией сериала являются, в основном, дети младшего школьного возраста. В Японии он транслировался на TV Asahi в 2004—2005 годах. Позднее в 2005 году был выпущен сиквел Futari wa Pretty Cure Max Heart (яп. ふたりはプリキュア ー マックスハート футари ва пурикюя маккусу ха:то).
Главными героинями Futari wa Pretty Cure являются две девушки, Нагиса Мисуми (яп. 美墨なぎさ) и Хонока Юкисиро (яп. 雪城ほのか), получающие средства для борьбы с силами Тёмной зоны — злых сил, желающих поработить Землю.

## Сюжет
Две девушки — Нагиса Мисуми и Хонока Юкисиро сталкиваются с двумя существами из волшебного мира — Сада Света, Мепл и Мипл. Они сбежали из своего мира после захвата Зоной Тьмы, укравшей пять из семи Камней Призмы, которые поддерживают жизнь Сада Света. Два оставшихся камня Меппл и Миппл успели спасти и взяли с собой на Землю. Чтобы вернуть утраченные Камни, Нагиса и Хонока становятся прекрасными воительницами Pretty Cure, которые по легенде должны спасти волшебные миры от вторжения сил тьмы.

## Персонажи
Нагиса Мисуми (яп. 美墨 なぎさ Мисуми Нагиса) — главная героиня сериала. Учится во втором классе Сакуры в академии Верон. Нагиса является звездой школьной команды лакроса, она очень популярна среди девочек, мечтающих походить на неё. Сильная и уверенная в себе, она может быть ленивой, когда дело касается учёбы, а также теряется и волнуется в присутствии Сэго Фудзимуры, в которого влюблена. Имеет своё собственное чувство справедливости и никогда не позволяет другим изменить своё мнение. Обладает хорошим аппетитом и любит поесть шоколад и такояки Акане. Любит делать покупки, транжиря деньги, из-за чего она начинает лезть за сбережениями к родне. Делает всё, чтобы окружающие не страдали. Имеет обширную коллекцию мягких игрушек. Превращается в Кюа Блэк, одну из Легендарных Воительниц Прикюа. После превращения одета в чёрную одежду с розовыми рюшами и бантом на груди. Препоясана толстым розовым поясом с сердцем посередине. Также носит чёрные митенки с розовыми сердцами на запястье и красные туфли. Единственная воительница во франшизе Pretty Cure, которая не носит никаких украшений на голове и мало видоизменяется после превращения.
Сэйю: Ёко Хонна
Хонока Юкисиро (яп. 雪城 ほのか Юкисиро Хонока) — одноклассница Нагисы. Тихая, мягкая девушка, живущая со своей бабушкой Санаэ и собакой Дзютаро, так как её родители постоянно работают за рубежом. Она всегда во всем может разобраться, из-за чего получила прозвище «Королева знаний». Лучшая ученица в школе, любит читать книги и заниматься наукой, состоит в научном клубе. У Хоноки мало друзей, но немногими из них она очень дорожит и делает всё, чтобы защитить их. Бывает строга с теми, кто увиливает от работы. Несмотря на то, что почти все мальчики в школе влюблены в неё, Хонока не интересуется ими. Она любопытна и всегда старается понять суть вещей, чтобы стать настоящим химиком. Превращается в Кюа Вайт — «Ниспосланную светом» — вместе с Кюа Блэк. Одета во бело-голубое платье с белой кружевной юбкой, на талии перехваченной голубым поясом. После превращения распущенные в обычной жизни волосы Хоноки, заплетаются в высокий хвост, перевязанный белым бантом с синим сердцем. Носит белые митенки с голубыми сердцами на запястье и белые туфли.
Сэйю: Юкана

### Обитатели Сада Света
Мепл (яп. メップル Мэппуру) — избранный герой, защищающий Принцессу Надежды. Помогает Нагисе превращаться в Кюа Блэк. Эгоистичен и высокомерен из-за своего статуса Героя, часто беспокоит и высмеивает Нагису, спорит с ней, однако в глубине души признаёт, что очень привязан к ней. Любит Мипл и постоянно хочет видеть её. Выглядит как маленький зверёк жёлтого цвета с светло-голубым сердцем на лбу. Его глаза тёмно-синие, а хвост на конце имеет форму звезды. В конце предложения всегда произносит «-мепо». На Земле не может долго оставаться в своём истинном облике, поэтому превращается в телефон, который Нагиса носит с собой в виде брелка на сумке.
Сэйю: Томокадзу Сэки
Мипл (яп. ミップル Миппуру) — принцесса Надежды из Сада Света. Она, как и Хонока, более сдержана и терпелива, чем Мепл и Нагиса. Помогает Хоноке превращаться в Кюа Вайт, хорошо ладит с ней. Волнуется о судьбе Сада Света, из-за чего иногда не одобряет Мепла, который периодически ведёт себя слишком беспечно. Выглядит как бледно-розовый зверёк с малиновыми глазами, хвост на конце имеет форму сердца. В конце фразы всегда произносит «-мипо». В человеческом мире не может долго оставаться в своей настоящей форме, поэтому превращается в мобильные телефон, которые Хонока носит с собой в футляре на сумке.
Сэйю: Акико Ядзима
Порун (яп. ポルン Порун) — принц Сада Света, посланный на Землю после того, как Прикюа собрали все семь Камней Призмы. Позже, когда Зона Тьмы захватывает Мудрость, он берёт на себя защиту Камней. Это даёт ему возможность долго оставаться на Земле в своём истинном облике. В конце фразы говорит «-попо». Способен превращаться в нечто похожее на игровую консоль, через которые Нагиса и Хонока могут общаться с обитателями Сада Света. Порун эгоистичен и думает только о себе, часто капризничает и ведёт себя по-детски. Он часто раздражает Мепла, когда тот хочет побыть наедине с Мипл, поэтому часто «получает» от них. Живёт в доме Нагисы. Выглядит как маленькая смесь собаки и кролика с длинными ушами. Белого окраса с мятно-зелёной опушкой вокруг шеи, хвост на конце в виде шара. Носит золотую корону.
Сэйю: Харуна Икэдзава
Королева Света (яп. クイーン Куи:н) — правительница Сада Света и защитница Камней Призмы. Выглядит как огромная женщина, сидящая на троне, и держит в руках элемент в форме сердца. Помогает воительницам Pretty Cure, потому что впечатлена их мужеством. Помогает им в битвах с Тёмным Королём.
Сэйю: Кая Мацутани
Мудрость (яп. ウィズダム Видзудаму) — чаще называют просто Хранителем Камней Призмы. Находится на верхней части Шкатулки Камней с постоянно сонным выражением лица (до моментов сильного испуга).
Сэйю: Тайки Мацуно
Старейшина (яп. 長老 Тё:ро:) — мудрец, проживающий в Саду Света. Несмотря на высокое почитание за свою мудрость, часто забывает имена Нагисы и Хоноки, и называет их вместо Pretty Cure — Pretty Cura.
Сэйю: Хироси Нака

### Зона Тьмы
Писард (яп. ピーサード Пи:са:до) — первый из врагов Зоны Тьмы. Имеет раскрашенное лицо и длинные белые волосы. Часто использует Закенну для борьбы с Pretty Cure. Носит Камень Призмы зелёного цвета.
Сэйю: Хироки Такахаси
Гэкидораго (яп. ゲキドラーゴ Гэкидора:го) — большой и мускулистый, Гэкидораго больше полагается на свои мускулы, а не на интеллект. Способен блокировать Мраморный Винт, но только на несколько минут. Камень Призмы голубой.
Сэйю: Кодзи Исии
Пойзони (яп. ポイズニー Пойдзуни:) — единственная женщина в первой команде злодеев. Она часто меняет облик, чтобы завоёвывать доверие Нагисы и Хоноки. В своей истинной форме похожа на вампира: бледная, в чёрном платье, тонированном красным, поверх носит плащ. Имеет клыки, длинные рыжие волосы и жёлто-красные глаза. Более хитрая и осторожная, чем другие. Имеет младшего брата, Кирию. Камень Призмы оранжевый.
Сэйю: Сакико Уран
Кирия (яп. キリヤ Кирия) — самый младший из первой команды злодеев, младший брат Пойзони. Выскомерен, считает себя лучше других. Проникает на Землю, чтобы шпионить за Нагисой и Хонокой и поступает в их школу. В конечном итоге становится их другом. Кирия отказывается сражаться с Pretty Cure и отдаёт им жёлтый Камень Призмы добровольно. После уничтожения Короля Тьмы, возвращается на Землю в человеческом облике.
Сэйю: Рэйко Киути
Ирукубо (яп. イルクーボ Ируку:бо) — самый сильный из первой команды злодеев, правая рука Короля Тьмы. Способен блокировать все атаки Pretty Cure. Он большой, бледный, лысый с заострёнными ушами и глазами в тёмной оправе, как у Кирии. Пользуется лиловым шаром, впитывающем силу. Его Камень Призмы фиолетового цвета.
Сэйю: Иссэй Футамата
Белзей Гертрудо (яп. ベルゼイ・ガートルード Бэрудзэй Га:тору:до) — один из злодеев, появившийся во второй половине сериала. Садист, который превращаясь в человека, притворяется другими людьми. Благодаря этому занимает высокое положение в обществе, главного врача или директора. Человеческое имя — Юуки Хидэхито.
Сэйю: Томомити Нисимура
Регина (яп. レギーネ Рэги:нэ) — единственная женщина из второй команды злодеев. В своей человеческой форме, Кояма Соко, ведёт себя более чем странно — быстро бормочет что-то, а потом начинает кричать без предупреждения, шокируя окружающих. Очень неуверенна, когда становится Коямой, но становясь собой настоящей, ведёт себя вызывающе.
Сэйю: Рика Фуками
Джуна (яп. ジュナ Дзюна) — последний из второй команды злодеев. Высокий молодой человек, который редко меняет выражение лица. Его человеческий псевдоним 'Рюитиро Кадзукава (яп. 角澤 竜一郎 Кадзукава Рю:итиро:), которое было переведено для английского дубляжа.
Сэйю: Ясунори Мацумото
Дворецкие Закенна (яп. 執事 ザケンナー Сицудзи Дзакэнна:) — двое не слишком умных дворецких, преображённых из Закенны, которые работают в доме злодеев второй половины сериала и охраняют Хранителя Камней, когда тот оказывается в плену.
Сэйю: Рика Комацу и Сатоси Таки
Закенна (яп. ザケンナー Дзакэнна:) — большой фиолетовый монстр Зоны Тьмы, используемый для заражения злом различных предметов и людей. Когда очищается воительницами Pretty Cure, взрывается небольшими фиолетовыми монстрами-звездочками, которые сную всюду с извинениями.
Сэйю: Хитоси Бифу
Король Тьмы (яп. ジャアクキング Дзяакукингу) — правитель Зоны Тьмы. Он очень высокий и мускулистый с красными глазами и очень длинными руками. Хочет найти Камни Призмы, чтобы стать бессмертным. Как и Королева Света, Король Тьмы нарисован в сериале анимацией CGI.
Сэйю: Кэнъити Оно

### Прочие персонажи
Риэ Мисуми (яп. 美墨 理恵 Мисуми Риэ) — мать Нагисы. Домохозяйка, которая часто критикует мужа и детей, которых, однако безмерно любит.
Сэйю: Маюми Сё
Такаси Мисуми (яп. 美墨 岳 Мисуми Такаси) — отец Нагисы. Любит неудачный шутки, произносимые на людях, из-за которых его семья очень комплексует.
Сэйю: Такэхито Коясу
Рёта Мисуми (яп. 美墨 亮太 Мисуми Рё:та) — младший брат Нагисы. Имеет привычку входить к ней в комнату без стука, чем жутко раздражает её. Частенько бывает бит сестрой в наказание.
Сэйю: Наодзуми Такахаси
Санаэ Юкисиро (яп. 雪城 さなえ Юкисиро Санаэ) — бабушка Хоноки, которая заботится о ней в то время, когда её родители работают за границей. Она, кажется, много знает о Pretty Cure, так как нашла Мипл ещё в молодости, но держит это в тайне от Нагисы и Хоноки.
Сэйю: Масако Нодзава
Аканэ Фудзита (яп. 藤田 アカネ Фудзита Аканэ) — бывший капитан команда лакросса, когда была студенткой Академии Верон, теперь держит ларёк такояки, в который часто приходят Нагиса и Хонока.
Сэйю: Микако Фудзита
Сёго Фудзимура (яп. 藤村 省吾 Фудзимура Сё:го) — друг детства Хоноки, в которого с первой же серии влюбляется Нагиса. Не понимает «явных» намёков Нагисы, ведёт себя с ней легко и весело. Не любит, когда его называют детским прозвищем Фудзипи.
Сэйю: Дайсукэ Нисио
Рина Такасимидзу (яп. 高清水 莉奈 Такасимидзу Рина) — лучшая подруга Нагисы, член лакросс команды. Девушка, которая любит обсуждать мальчиков и романтические истории, основываясь на слухах из разных школ. Имеет светло-коричневые волосы и глаза похожего цвета.
Сэйю: Юка Токимицу
Сихо Кубота (яп. 久保田 志穂 Кубота Сихо) — вторая лучшая подруга Нагисы и участница команды лакросса. Много раз повторяет слова, а выражение «Мне нравится» считает чуть ли не лозунгом. У Сихо короткие коричнево-красные волосы.
Сэйю: Эри Сэндай
Ёсими Такэноути (яп. 竹野内 よし美 Такэноути Ёсими) — учительница в Академии Верон, классная руководительница Нагисы и Хоноки.
Сэйю: Ай Нагано
Директор (яп. 校長 Ко:тё:) — ректор Академии Верон. Хотя пытается выглядеть строгим, на самом деле он спокойный и слегка бестолковый.
Сэйю: Кодзо Сиоя
Заместитель директора (яп. 教頭 Кё:то:) — проректор Академии Верон. Всегда льстит директору, пытается показывать его только с хорошей стороны, всегда и повсюду следуя за ним.
Сэйю: Томохиро Нисимура
Кимата (яп. 木俣 Кимата) — лучший друг Фудзипи, играет в футбольной команде академии Верон под номером 4. Очень весёлый парень. Его бабушка и дедушка живут в сельской местности. В конце первого сезона переходит в старшую школу.
Сэйю: Сатоси Катодзи
Юмико Накагава (яп. 中川 弓子 Накагава Юмико) — капитан команды лакросса академии Верон. В конце сезона уходит в отставку, отдав своё место Нагисе.
Сэйю: Хитоми Набатамэ
Юрико (яп. ユリコ Юрико) — состоит в научном клубе вместе с Хонокой и всегда хорошо относится к ней. Одна из немногих учениц школы, которая называет её по имени. Мечтает учиться в Европе.
Сэйю: Кодзуэ Комада
Нацуко Косино (яп. 越野 夏子 Косино Нацуко) — одноклассница Нагисы и Хоноки. После встречи с Прикюа одевается в Кюа Блэк, чтобы развлечь детей в парке. Она хорошо шьёт. Именно Натсуко создаёт одежду поддельным воительницам и шьёт костюмы к постановке «Ромео и Джульетта».
Сэйю: Ами Косимидзу
Кёко Мори (яп. 森 京子 Мори Кё:ко) — одноклассница Нагисы и Хоноки. После встречи с Прикюа одевается в Кюа Вайт, чтобы развлечь детей в парке. Помогает Нацуко как дизайнер костюмов для выступлений в школе.
Сэйю: Каори Надзуга
Маю Касивада (яп. 柏田 真由 Касивада Маю) — одноклассница Нагисы и Хоноки, участница клуба искусств. Интровертная девушка, восхищающаяся итальянским художником по имени Марио Пикарини. Имеет причёску, как у Нагисы.
Сэйю: Акэно Ватанабэ
Сэйко Танигути (яп. 谷口 聖子 Танигути Сэйко) — одноклассница Нагисы и Хоноки. Застенчивая девушка, которой очень нравится Кирия.
Сэйю: Конами Ёсида
Юка Одадзима (яп. 小田島 友華 Одадзима Ю:ка) — ученица средней школы, из состоятельной семьи. Суперзвезда школы, выделяется во всех областях, хороша в волейболе и теннисе, участвует в научном клубе и клубе чайной церемонии, берёт уроки фортепиано и английского языка, играет на флейте в школьном ансамбле. За все достижения получила от одноклассников прозвище «Мадонна». Тем не менее, ощущает тяжесть всех своих обязанностей, и хочет быть так же беззаботна, как и свои сверстницы. Юка ценит Нагису и видит в ней пример для подражания, в то время как Нагиса считает, что Юка не долюбливает её и считает соперницей по популярности.
Сэйю: Маюми Иидзука
Кадзуки Хасэкура (яп. 支倉 一樹 Хасэкура Кадзуки) — студент третьего курса академии Верон и игрок в баскетбол. Очень популярен среди девочек, но встретив Нагису, влюбляется в неё. После встречи с Кюа Блэк, он понимает, что она — девушка его мечты.
Сэйю: Синобу Иидато

## Meдиа

### Aниме
Сериал «Futari wa Precure» выходил в Японии с 1 февраля 2004 года по 30 января 2005 года. Открывающая тема Danzen! We are Pretty Cure (яп. Danzen! ふたりはプリキュア Danzen! Futari wa Purikyua), исполненная Маюми Годзё, на премии Kobe Animation Awards получила награду как лучшая тема 2004 года. Закрывающей темой сериала стала "Get you! Love Love?!" (яп. ゲッチュウ！らぶらぶぅ？！ Gecchu! Rabu Rabu?!), исполненная той же исполнительницей.
25 февраля 2006 года 4Kids Entertainment объявила о показе сериала Pretty Cure в США, её английского варианта. В июле 2008 года Toei Animation стала создавать эпизоды, доступные через IGN и Direct2Drive с субтитрами на английском языке.
Английская дублированная версия была создана Toei и Ocean Productions и транслировалась в Канаде на YTV channel с 6 марта 2009 по 31 июля 2010 года. В английском дубляже имена героев были изменены, также поменялись культурные ссылки и музыкальные темы. Данная версия была показана в Великобритании на цифровом канале PopGirl 6 сентября 2010 года.

### Видеоигры
В Японии игры на основе сериала были выпущены Bandai. Образовательные игры вышли для Sega Pico в 2004 году. Игра-головоломка, Futari wa Pretty Cure: Arienai! Yume no Sono wa Daimeikyu (яп. ふたりはプリキュア ありえな～い！夢の園は大迷宮, lit. We are Pretty Cure: Unbelievable! The Garden of Dreams is a Big Mystery), была выпущена для Game Boy Advance в 2004 году.

## Критика
Pretty Cure получил смешанные отзывы. Терон Мартин из сети Anime News хвалит его за отличие от других аниме данного жанра, говоря о способности героинь работать в команде. Он высоко оценил развитие отношений между Нагисой и Хонокой, ход истории, анимацию и длину боевых действий, но не поддержал саундтрек, напоминающий мелодии 80-х годов.

## Роли озвучивали
- Ёко Хонна — Нагиса Мисуми
- Юкана — Хонока Юкисиро
- Томокадзу Сэки — Мэпл
- Акико Ядзима — Мипл
- Хироки Такахаси — Писадо
- Кэнъити Оно — Король Тьмы
- Дайсукэ Кисио — Сёго Фудзимура
- Масако Нодзава — Санаэ Юкисиро
- Харуна Икэдзава — Порун
- Хитоми Набатамэ — Юмико Накагава
- Иссэй Футамата — Ирукупо
- Кодзи Исии — Гэкидорааго
- Маюми Сё — Риэ Мисуми